# キム・ジュンソ
キム・ジュンソ（韓国語：김준서、2001年11月20日 - ）は、韓国の歌手。OUIエンターテインメント所属。男性アイドルグループ「WEi」のメンバーでもある。2019年から2020年までは、男性アイドルグループ「1THE9」のメンバーとして活動していた。

## 来歴

### デビュー後
2019年、オーディション番組「UNDER NINETEEN」に出演した。そこで最終順位9位で期間限定グループ「1THE9」のメンバーとしてデビューした。そして「1THE9」が解散する2020年8月に同じグループのメンバーだったユ・ヨンハと共に「WEi」に合流することが発表された。
2020年10月にOUIエンターテインメントから「WEi」としてデビューした。
2021年11月15日所属事務所は「キム・ジュンソは14日に検査を受けた後、新型コロナウイルスに感染した。症状は軽い状態だ。」と発表された。
2025年、オーディション番組「BOYS Ⅱ PLANET」に出演。

## 出演

### バラエティ
| 年度 | 放送局  | タイトル | 役割   | 備考                     | 参考  |
| ---- | ------- | -------- | ------ | ------------------------ | ----- |
| 2019 | MBC     | UNDER19  | 出場者 | 最終順位：9位            | [ 5 ] |
| 2021 | KBS 2TV | 珍品名品 | ゲスト | with キム・ヨハン（WEi） | [ 6 ] |